# Elezioni legislative in Francia del 1997
Le elezioni legislative in Francia del 1997 si sono tenute il 25 maggio (primo turno) e il 1º giugno (secondo turno). Esse hanno avuto luogo un anno prima la naturale scadenza della X legislatura (prevista per il 1998) a causa dello scioglimento dell'Assemblée nationale decisa dal presidente Chirac. Esse visto la vittoria dell'opposizione, nell'ambito della coalizione di centro-sinistra Majorité plurielle (o Gauche plurielle). Primo ministro è stato quindi nominato Lionel Jospin.

## Contesto
Due anni dopo la sua elezione alla presidenza della Repubblica e con una maggioranza parlamentare schiacciante – ma non priva di importanti divisioni interne – a sostegno del governo Juppé II, Jacques Chirac è cosciente del fatto che l'autunno 1997 sarà particolarmente agitato, in particolare dal punto di vista sociale, e che le elezioni europee del 1999 saranno cruciali, l'Unione europea si deve accordare sulla lista dei paesi che dovevano partecipare al lancio della moneta unica. In questo contesto, il governo deve assolutamente rispettare i criteri di convergenza imposti dal trattato di Maastricht, ma la debole crescita economica lascia poche speranze in questo settore. François Léotard, il presidente dell'UDF, auspica che Chirac clicchi su uno dei «tre bottoni: dissoluzione, rimpasto, referendum». Un rimpasto fu tentato nel novembre 1995, ma Chirac rifiuta di separarsi di Alain Juppé. Nel marzo 1997, davanti a dei sondaggi che danno la sua maggioranza presidenziale vincente, Chirac si convince della prima soluzione (dissoluzione dell'Assemblea nazionale ed elezioni anticipate). Un anno prima, Chirac aveva affermato che la dissoluzione non era utile se non in caso di crisi politica.
Chirac stima in effetti che le scadenze future e le riforme in corso necessitano «una maggioranza rinsaldata che dispone del tempo necessario all'azione [e] che si deve, da subito, andare più lontano sul percorso dei cambiamenti. L'azione politica deve essere più energica nei prossimi cinque anni. Per riuscire, la Francia ha bisogno di un nuovo slancio. Questo slancio non può che essere dato dall'adesione, chiaramente espressa, del popolo francese» (dichiarazione televisiva del 21 aprile 1997).
La destra è molto severa dopo la dissoluzione, «una delle più grandi stupidaggini che la scienza politica possa offrire» secondo Jean-François Probst (all'epoca consigliere politico di Chirac e Juppé). Molti accusano Dominique de Villepin (all'epoca Secrétaire général de l'Élysée) di esserne stato l'iniziatore.
Sono eletti al primo turno 12 deputati: 6 RPR (Alain Marleix, René André, Bernard Pons, Nicolas Sarkozy, Jacques Lafleur, Michel Buillard), 3 UDF (Pierre Méhaignerie, Jacques Blanc, Gilbert Gantier), 2 DVD (André Thien Ah Koon, Émile Vernaudon), 1 PCR (Élie Hoarau).

## Risultati
| Liste                                          | Primo turno | Primo turno | Primo turno | Secondo turno | Secondo turno | Secondo turno | Totale seggi |
| Liste                                          | Voti        | %           | Seggi       | Voti          | %             | Seggi         | Totale seggi |
| ---------------------------------------------- | ----------- | ----------- | ----------- | ------------- | ------------- | ------------- | ------------ |
| Partito Socialista (PS)                        | 5.961.612   | 23,53       | -           | 9.751.423     | 38,05         | 241           | 241          |
| Raggruppamento per la Repubblica (RPR)         | 3.977.964   | 15,70       | 6           | 5.846.717     | 22,82         | 128           | 134          |
| Fronte Nazionale (FN)                          | 3.785.383   | 14,94       | -           | 1.434.854     | 5,60          | 1             | 1            |
| Unione per la Democrazia Francese (UDF)        | 3.601.279   | 14,21       | 3           | 5.323.177     | 20,77         | 105           | 108          |
| Partito Comunista Francese (PCF) (include PCR) | 2.519.281   | 9,94        | 1           | 982.990       | 3,84          | 37            | 38           |
| Ecologisti (ECO) (include I Verdi - CES - AÉA) | 1.726.018   | 6,81        | -           | 414.871       | 1,62          | 7             | 7            |
| Divers droite (DVD) (include MDR e LDI)        | 1.671.626   | 6,60        | 2           | 628.468       | 2,45          | 12            | 14           |
| Divers gauche (DVG) (include MDC)              | 708.605     | 2,80        | -           | 652.882       | 2,55          | 21            | 21           |
| Estrema sinistra                               | 638.710     | 2,52        | -           | N.D.          | N.D.          | N.D.          | -            |
| Partito Radical-Socialista (PRS)               | 366.067     | 1,44        | -           | 562.031       | 2,19          | 12            | 12           |
| Divers (DIV)                                   | 351.503     | 1,39        | -           | 28.916        | 0,11          | 1             | 1            |
| Estrema destra (EXD)                           | 26.438      | 0,10        | -           | N.D.          | N.D.          | N.D.          | -            |
| Totale                                         | 25.334.486  |             | 12          | 25.626.329    |               | 565           | 577          |

## Composizione dei gruppi
All'inaugurazione della legislatura, i gruppi erano composti come di seguito indicato.
| Gruppo                            | Membri | Apparentati | Totale | Partiti                                         |
| --------------------------------- | ------ | ----------- | ------ | ----------------------------------------------- |
| Socialista                        | 242    | 8           | 250    | 240 PS, 10 DVG                                  |
| Raggruppamento per la Repubblica  | 134    | 6           | 140    | 134 RPR, 6 DVD                                  |
| Unione per la Democrazia Francese | 107    | 6           | 113    | 108 UDF, 5 DVD                                  |
| Comunista                         | 34     | 2           | 36     | 35 PCF, 1 DVG                                   |
| Radicale, Cittadino e Verde       | 33     | -           | 33     | 12 PRS, 1 PS, 7 ECO, 3 PCF/PCR, 7 DVG/MC, 3 DVG |
| Non iscritti                      | 5      | -           | 5      | 3 DVD, 1 FN, 1 DIV                              |
| Totale                            | 555    | 22          | 577    |                                                 |